# Palazzina Velardi
La Palazzina Velardi è un edificio residenziale di Napoli, ubicato nel Rione Amedeo a Chiaia, tra i tornanti delle Rampe Brancaccio.
Opera dell'architetto Francesco De Simone, è considerato il primo edificio liberty napoletano. Iniziato nel 1906, occupa un'area trapezoidale di circa 500 m². A causa del dislivello del suolo, presenta 5 piani sul prospetto a sud e 4 sulla facciata opposta. Ad eccezione delle finestre sul prospetto nord, tutte le altre sono centinate e portavano in origine una elegante decorazione a stucco, oggi sostituita da una semplice fascia d'intonaco. I partiti decorativi offrono un disegno dalla trama fitta ma minuta, che conferisce alla facciata un valore lievemente chiaroscurale, assai diversa da flessuosi motivi lineari del liberty.
La Palazzina Velardi presenta gli aspetti più interessanti nella sua volumetria. Le coperture piane ed il digradare delle terrazze richiamano anche un carattere edilizio di tradizione locale. Nell'angolo destro dell'edificio sorge un torrino, che risulta tuttavia un elemento intellettualistico ed estraneo al contesto.
L'edificio avrebbe dovuto essere preceduto, nel prospetto a valle, da un grande giardino che l'avrebbe collegato con la sottostante via dei Mille; lo spazio, successivamente, fu invece occupato da un enorme caseggiato (Palazzo Spinelli), che ha relegato la Palazzina accanto ad un povero agglomerato edilizio popolare sulle Rampe Brancaccio, togliendole lo spazio che avrebbe giustificato le sue ampie terrazze.
L'edificio, la cui capacità è di circa 120 vani, comportò la spesa, incluso il suolo, di circa 300.000 lire dell'epoca e i solai sono in latero-cemento.